# Листа на Зоран Янкович - Позитивна Словения
Листа на Зоран Янкович – Позитивна Словения (на словенски: Lista Zorana Jankovića – Pozitivna Slovenija) е центристко-лява социаллиберална политическа партия в Словения.
Тя е основана на 22 октомври 2011 година от Зоран Янкович, бизнесмен, избран през 2006 година за кмет на столицата Любляна като независим кандидат. Партията е създадена за участие в предстрочните избори на 4 декември 2011 година, когато печели 28,5% от гласовете и 28 места в Държавното събрание, превръщайки се в най-голяма политическа сила в страната. Въпреки този успех партията не влиза в правителството.
На президентските избори през 2012 година Позитивна Словения подкрепя действащия президент Данило Тюрк, който губи на втория тур с 33% от гласовете.